# 바이오에너지작물연구소
바이오에너지작물연구소는 고구마 등 바이오에너지작물 및 남부지방 소득작물의 품종개량, 재배법개선에 관한 시험·연구를 수행하는 국립식량과학원의 소속기관이다. 2015년 1월 6일 발족하였으며, 전라남도 무안군 무안읍 무안로 199에 위치하고 있다. 소장은 서기관·공업연구관 또는 농업연구관으로 보한다.

## 연혁
- 1957년 5월 28일: 농업시험장 소속으로 목포지장 설치.[2]
- 1961년 10월 2일: 농사원 소속 목포시험장으로 개편.[3]
- 1962년 4월 1일: 농촌진흥청 소속 목포지장으로 개편.[4]
- 1967년 12월 9일: 소속기관으로 광주출장소 설치.[5]
- 1973년 9월 6일: 광주출장소 폐지.[6]
- 1994년 12월 23일: 호남농업시험장 소속 목포시험장으로 개편.[7]
- 2008년 10월 8일: 작물과학원 소속 바이오에너지작물센터로 개편.[8]
- 2015년 1월 6일: 바이오에너지작물연구소로 개편.[9]